# Wiktor Plesner

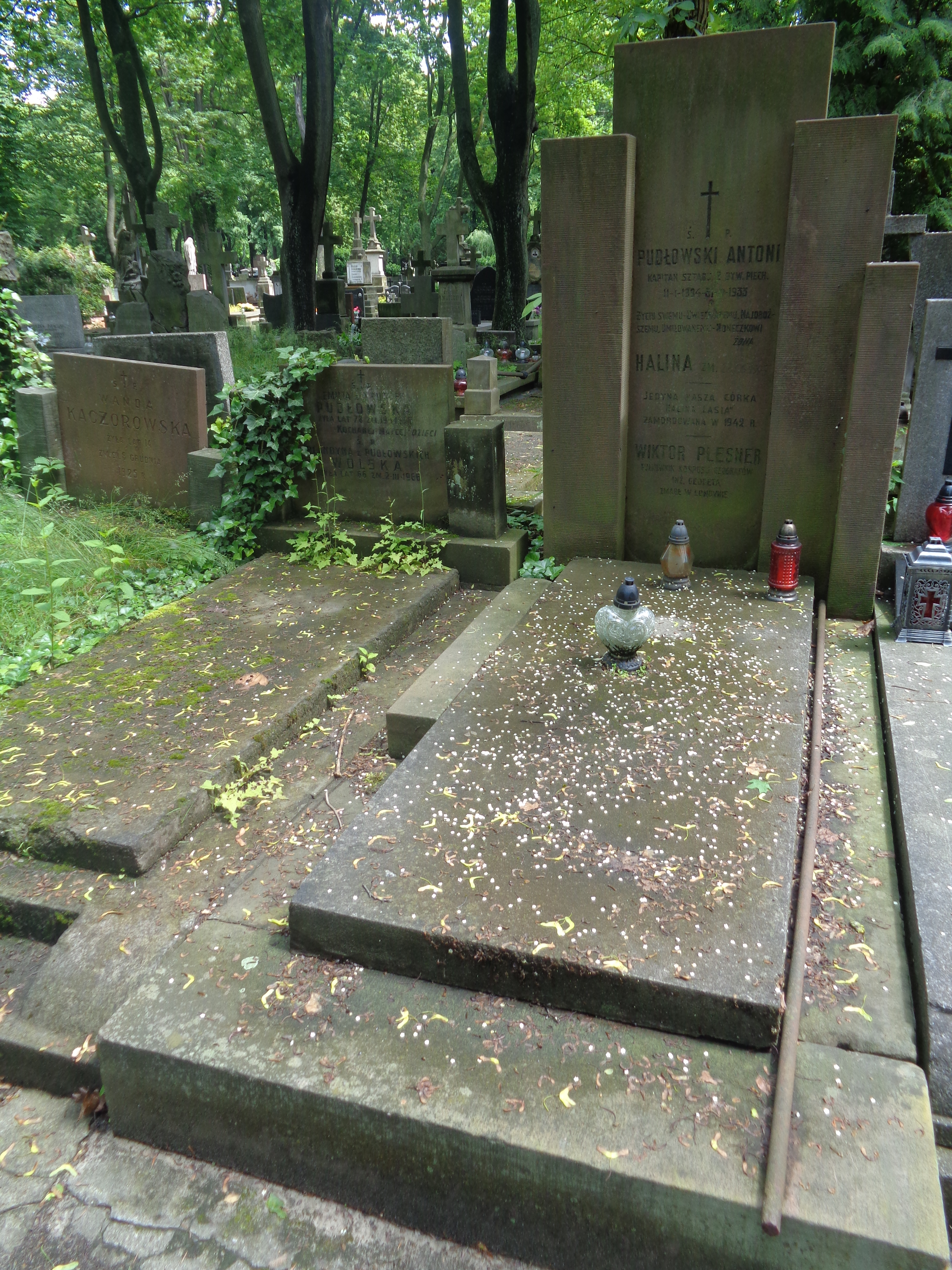
Grób Antoniego Pudłowskiego i symboliczny Wiktora Plesnera na cmentarzu Powązkowskim

Wiktor Józef Plesner (ur. 27 sierpnia 1892 w Tłumaczu, zm. 12 stycznia 1961 w Londynie) – podpułkownik geograf Wojska Polskiego, inżynier, kawaler Orderu Virtuti Militari.

## Życiorys
Urodził się 27 sierpnia 1892 w Tłumaczu, ówczesnym mieście powiatowym Królestwa Galicji i Lodomerii, w rodzinie Jana i Teodory z Białasów . W 1911 ukończył c. k. Wyższą Szkołę Realną w Stanisławowie. Maturę zdał z wynikiem „dojrzały jednomyślnie”. Następnie rozpoczął studia na Wydziale Inżynierii Lądowej i Wodnej Politechniki Lwowskiej.
1 sierpnia 1914 został wcielony do c. k. Pułku Piechoty Obrony Krajowej Nr 20, który w 1917 został przeniamowany na c. k. Pułk Strzelców Nr 20. Od listopada 1914 do stycznia 1915 odbył szkolenie w szkole oficerów rezerwy. Został mianowany kadetem rezerwy. Następnie został skierowany na front. W kwietniu 1915 dostał się do niewoli rosyjskiej . Przebywał w miejscowości Czembar, w guberni penzeńskiej. W lutym 1918 wrócił z niewoli, a w czerwcu tego roku został mianowany podporucznikiem. Od lipca do 1 listopada 1918 służył na froncie włoskim .
Po zakończeniu I wojny światowej przedostał się do Polski, wstąpił do Legii Oficerskiej w Krakowie, walczył w wojnie polsko-ukraińskiej. 13 grudnia 1918 pod Janowem został ranny w pierś . Został przyjęty do Wojska Polskiego z zatwierdzeniem stopnia podporucznika. Od stycznia 1919 służył w III batalionie 6 pułku piechoty Legionów. Dowodził 9. kompanią na wojnie z bolszewikami. 14 lutego 1920 został mianowany z dniem 1 lutego 1920 porucznikiem w piechocie.
26 marca 1921 został zatwierdzony z dniem 1 kwietnia 1920 w stopniu kapitana w piechocie, w grupie oficerów byłej armii austriacko-węgierskiej. W listopadzie 1921 został odkomenderowany na studia geodezyjne (miernicze) na Wydziale Komunikacji Politechniki Lwowskiej . Ukończył je w czerwcu 1923 i uzyskał tytuł inżyniera geodety . Został zweryfikowany w stopniu kapitana w korpusie oficerów geografów ze starszeństwem z dniem 1 czerwca 1919. W październiku 1923 rozpoczął służbę w Wojskowym Instytucie Geograficznym . Następnie awansowany został na stopień majora geografa ze starszeństwem z dniem 1 stycznia 1928. 12 marca 1933 roku został mianowany podpułkownikiem ze starszeństwem z dniem 1 stycznia 1933 roku i 2. lokatą w korpusie oficerów geografów. W maju 1934 został szefem Wydziału Triangulacyjnego WIG , a od maja 1935 do kwietnia 1936 pełnił obowiązki szefa WIG . W 1939 był kierownikiem Biura Pomiarowego w Ministerstwie Komunikacji. Do tego roku zamieszkiwał przy ul. Barbary 1 w Warszawie.
Po wybuchu II wojny światowej przedostał się z częścią personelu WIG do Lwowa, gdzie rozpoczął przygotowania do druku map wojskowych w oparciu o drukarnię Książnicy-Atlas . Od 12 do 18 września 1939 pełnił obowiązki szefa w trakcie ewakuacji i przekraczania granicy, a po przedostaniu się na Zachód był szefem WIG w szkockim Edynburgu. 
Po wojnie pozostał na emigracji w Wielkiej Brytanii. Bezpośrednio przed demobilizacją w 1949 został awansowany do stopnia pułkownika. Po demobilizacji został pracownikiem Directorate of Overseas Surveys . Zamieszkując w angielskim Teddington 10 października 1950 został naturalizowany w Wielkiej Brytanii.
Zmarł 12 stycznia 1961 w Londynie . Został pochowany na cmentarzu Ealing , jest symbolicznie upamiętniony na grobowcu rodzinnym kpt. Antoniego Pudłowskiego (1894–1933) na cmentarzu Powązkowskim w Warszawie (kwatera 88-4-13).

## Ordery i odznaczenia
- Krzyż Srebrny Orderu Virtuti Militari nr 1173[1][27]
- Krzyż Walecznych trzykrotnie[27]
- Złoty Krzyż Zasługi – 10 listopada 1928 „w uznaniu zasług położonych w poszczególnych działach pracy dla wojska”[28]
- Medal Pamiątkowy za Wojnę 1918–1921[29]
- Medal Dziesięciolecia Odzyskanej Niepodległości[29]
- Brązowy Medal za Długoletnią Służbę[29]
- łotewski Medal Pamiątkowy 1918-1928 – 6 sierpnia 1929[30]